# La carne (película)
Una peculiar historia de amor entre dos bichos raros.
- Dirección
  - Marco Ferreri
- Guionistas
  - Liliane Betti
  - Massimo Bucchi
  - Paolo Costella
- Elenco
  - Sergio Castellitto
  - Francesca Dellera
  - Philippe Léotard

Fotografía
Ennio Guarnieri
Compañías
M.M.D
Género
Comedia | Erótico
Sinopsis
Comedia de amor, sexo y antropofagia. Paolo y Fancesca deciden alejarse de la neurosis que domina la vida urbana y se refugian en una pequeña casa cerca de una playa para practicar el sexo sin ningún tipo de límites. Exuberante y posesiva, la mujer utiliza técnicas aprendidas de un gurú del sexo para convertir a su amante (casado y padre de dos hijos) en un esclavo.